# Verla
Verla, kod grada Jaala u finskoj općini Kouvola, je dobro očuvano selo s vodenicom koja je pokretala industrijski pogon za pravljenje kartona iz 19. stoljeća. UNESCO-ova svjetska baština od 1996. godine. 
Prvu vodenicu za prešanje drvenih trupaca je osnovao Hugo Nauman 1872. godine, ali je ona izgorila u požaru već 1876. godine. Veći pogon s vodenicom za prešanje i pilanu osnovali su 1882. godine Gottlieb Kreidl i Louis Haenel, i ona je ostala u pogonu sve do 1964. godine.
Danas je ovaj povijesni industrijski kompleks pretvoren u muzej vodeničke tehnologije obrade drveta. U njemu se nalaze izvorni strojevi na svojim mjestima, osim nekoliko primjeraka koji su doneseni iz drugih sličnih pogona. Za posjetitelje su organizirani i obilasci koji ih vode kroz tehnološki postupak od pilanja drvenih trupaca i proizvodnju pulpe do sušenja ploča kartona, sortiranja i njihova pakiranja.

## Vanjske poveznice
- Službene stranice  Arhivirana inačica izvorne stranice od 27. travnja 2007. (Wayback Machine) (engl.)

### Ostali projekti
|  | Zajednički poslužitelj ima još gradiva o temi Pilana i vodenica Verla |